# Železniční trať Zohor – Plavecký Mikuláš
Železniční trať Zohor – Plavecký Mikuláš (v jízdním řádu pro veřejnost označena jako železniční trať číslo 112) je jednokolejná železniční trať na Slovensku na Záhoří, spojující Zohor a Plavecký Mikuláš.

## Dějiny
Rovinatá trať pod Malými Karpaty do Plaveckého Mikuláše byla zprovozněna 15. listopadu 1911 spolu s tratí Zohor – Záhorská Ves.
V době Slovenského státu po vídeňské arbitráži zůstalo Slovensko okleštěné o území na jihu a v okolí Bratislavy. Z původních pěti do Bratislavy zaústěných tratí zůstala na území samotné válečné SR jen trať Bratislava-Trnava. Rozhodlo se proto o prodloužení tratě Záhorím z Plaveckého Mikuláše přes Jablonicu, Brezovou pod Bradlom a Myjavu na Pováží, čímž by se odlehčila přetížená trať Kúty-Trnava. Po skončení druhé světové války se potřeba nové tratě stala neaktuální, čímž došlo k zastavení prací.
Úsek Zohor - Rohožník byl v 70. letech 20. století modernizován kvůli výstavbě cementárny, včetně přeložky části trati a výstavby nové železniční stanice v Rohožníku. Plánovaná přeprava cementu oživila i myšlenku prodloužit trať do Jablonice a umožnit dopravu mimo Bratislavu. Po trati se přepravuje i dřevo a využívá ji i vojenské letiště v Kuchyni.
Při redukci železniční dopravy v roce 2003 byla pravidelná osobní doprava na trati zastavena. V úseku Zohor - Rohožník pak osobní dopravu částečně obnovil dopravce BRKS, v březnu 2005 však byla opět zastavena.
V roce 2017 ZSSK sezónně obnovila dopravu na této trati v období od 24. dubna do 1. října dvěma páry vlaků v sobotu a v neděli mezi Zohorom a Plaveckým Podhradím. Spoje jsou pokračováním vlaků Záhorská Ves – Zohor (trať 113), objednává je a financuje Bratislavský samosprávný kraj a jsou součástí IDS BK.

## Stanice a zastávky na trati
- Zohor – křižovatka s tratí 110 (Bratislava - Břeclav) a 113 (Zohor – Záhorská Ves)
- Lozorno
- Jablonové
- Pernek při Zohore
- Kuchyňa
- Rohožník – sídlo dirigujícího dispečera pro řízení zjednodušené vlakové dopravy v úseku Rohožník – Plavecký Mikuláš
- Sološnica
- Plavecké Podhradie
- Plavecký Mikuláš